# Casa al carrer Sant Joan, 7 (Tàrrega)
Casa al carrer Sant Joan, 7 és una obra de Tàrrega (Urgell) protegida com a Bé Cultural d'Interès Local.

## Descripció
Edifici entre mitgeres de grans dimensions, amb planta baixa, dos pisos, golfes i coberta a dues aigües amb carener paral·lel a la façana principal. Aquesta està configurada a partir de sis eixos de composició vertical, tot i que la planta baixa no segueix aquesta disposició. Dues faixes verticals de grans blocs de pedra regulars i ben escairats separen visualment els dos extrems de l'immoble de la part central, i dues faixes més horitzontals divideixen els diferents pisos; el nivell de les golfes, en canvi, està marcat per una fina línia d'imposta.
En la planta baixa hi ha cinc obertures rectangulars, tres de les quals formen part de locals d'ús comercial. L'accés a l'immoble, situat gairebé al centre de la planta baixa, presenta barrots de ferro forjat amb volutes que decoren els marges de la porta. Al seu costat s'ubica una gran porta de garatge basculant.
A cadascun dels dos pisos superiors s'obren, de manera simètrica, sis obertures emmarcades en pedra amb portes de dues fulles amb els seus respectius balcons en voladís, amb baranes de ferro sense ornamentacions i suportats tots ells amb mènsules de pedra estriades. Les obertures dels extrems compten amb balcons individuals, mentre que les quatre centrals s'agrupen en grups de dos i comparteixen un mateix balcó. Tres de les obertures del primer pis presenten persianes de llibret i de fusta. El nivell de les golfes disposa de sis petites obertures quadrades i emmarcades.
Remata la façana una ampla cornisa suportada per un gran nombre de permòdols de petites dimensions i de secció quadrada.
El parament de la major part de l'immoble és de pedra vista, amb carreus de diferents dimensions disposats de manera irregular. La planta baixa, en canvi, queda diferenciada de la resta de pisos mitjançant un parament fet a base de grans blocs de pedra ben escairats i disposats en filades.